# Ilusões Perdidas
Ilusões Perdidas è una telenovela brasiliana in 53 episodi, la prima in assoluto prodotta da TV Globo, che l'ha mandata in onda per la prima volta dal 26 aprile 1965 (giorno in cui ebbe inizio la programmazione del canale) al 30 luglio dello stesso anno.
Ideata e scritta da Enia Petri, è diretta da suo marito Libero Miguel e da Sergio Britto. Non è stata esportata.